# Sonerila robusta
Sonerila robusta är en tvåhjärtbladig växtart som beskrevs av George Arnott Walker Arnott. Sonerila robusta ingår i släktet Sonerila och familjen Melastomataceae. Inga underarter finns listade i Catalogue of Life.